# El desglaç
El desglaç (títol original en neerlandès, Het smelt) és una pel·lícula dramàtica belga escrita i dirigida per Veerle Baetens, estrenada el 2023, basada en la novel·la homònima de Lize Spit. S'ha doblat i subtitulat al català.

## Sinopsi
Tretze anys després d'una mala experiència durant un estiu sufocant que es va descontrolar, una noia de 26 anys torna al seu poble natal amb un bloc de gel a la part de darrere del seu cotxe. Quan hi arribi, haurà d’afrontar d’una vegada per totes el seu passat fosc i plantar cara als qui van ser els seus torturadors.

## Repartiment
- Charlotte De Bruyne: Eva, adulta
- Sebastien Dewaele: Dad
- Amber Metdepenningen: Tess, jove
- Spencer Bogaert: Tim, adult
- Naomi Velissariou: Mom
- Rosa Marchant: Eva, jove
- Femke Van der Steen: Tess, adulta
- Simon Van Buyten: Laurens (adult)
- Anthony Vyt: Tim (jove)
- Charlotte Van Der Eecken: Elisa, jove
- Matthijs Meertens: Laurens, jove